# کولدبروک (ایلینوی)
کولدبروک (به انگلیسی: Coldbrook) یک منطقهٔ مسکونی در ایالات متحده آمریکا است که در شهرستان وارن، ایلینوی واقع شده‌است. کولدبروک ۲۳۵٫۰ متر بالاتر از سطح دریا واقع شده‌است.